# X-38 (航空機)
X-38
NASA X-38
- 用途：乗員帰還機(CRV)
- 製造者：スケールド・コンポジッツ
- 運用者：NASA
- 初飛行：1998年3月12日
- 生産数：3機（うち1機は未完成）
- 退役：2002年4月29日開発キャンセル
- 運用状況：開発キャンセル

X-38はアメリカ航空宇宙局(NASA)が開発していた乗員帰還機(CRV)。スケールド・コンポジッツが製造しており、1996年から開発が進められたが、2002年に開発中止となった。

## 概要

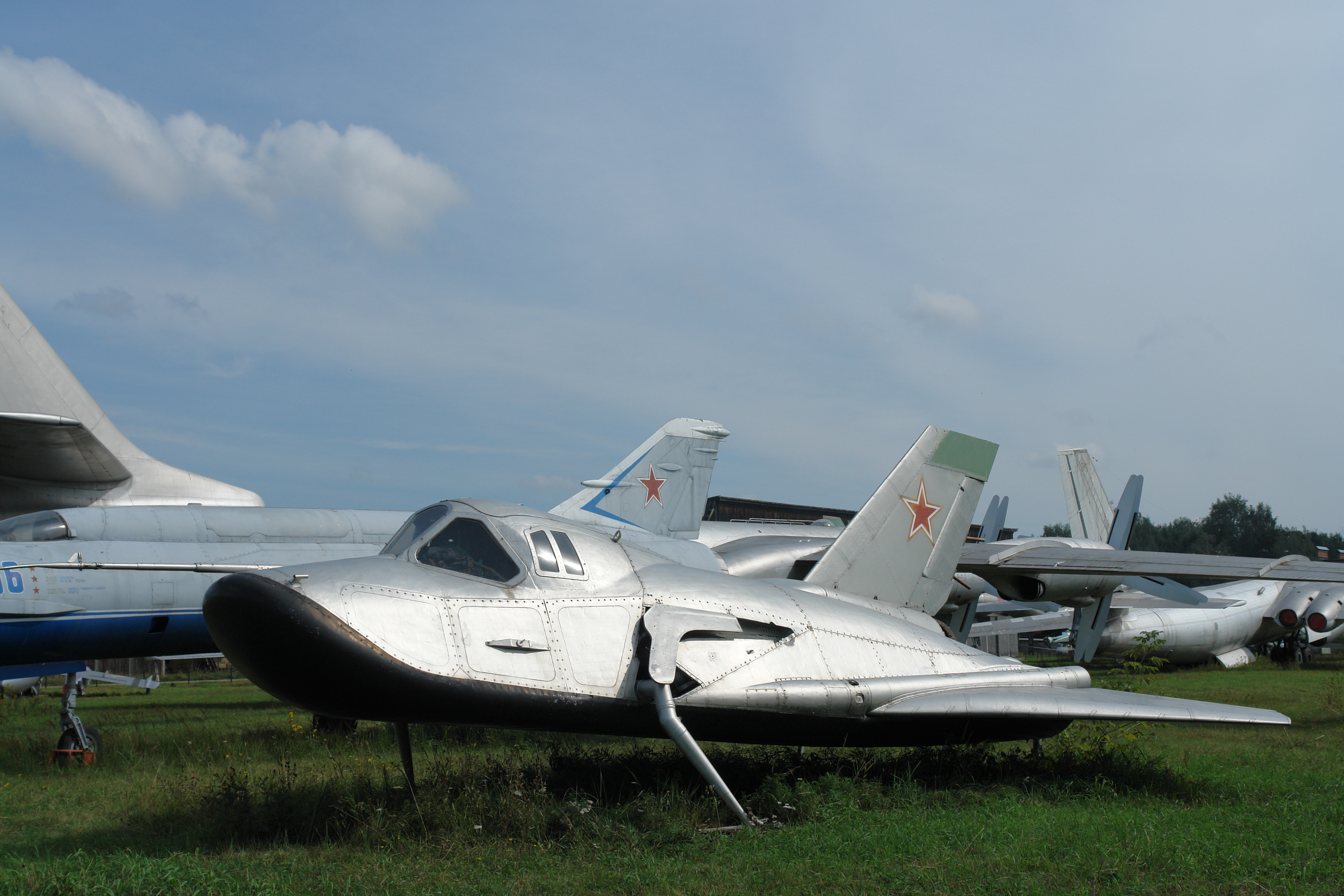
1969年のソビエト-スパイラル-プロジェクト

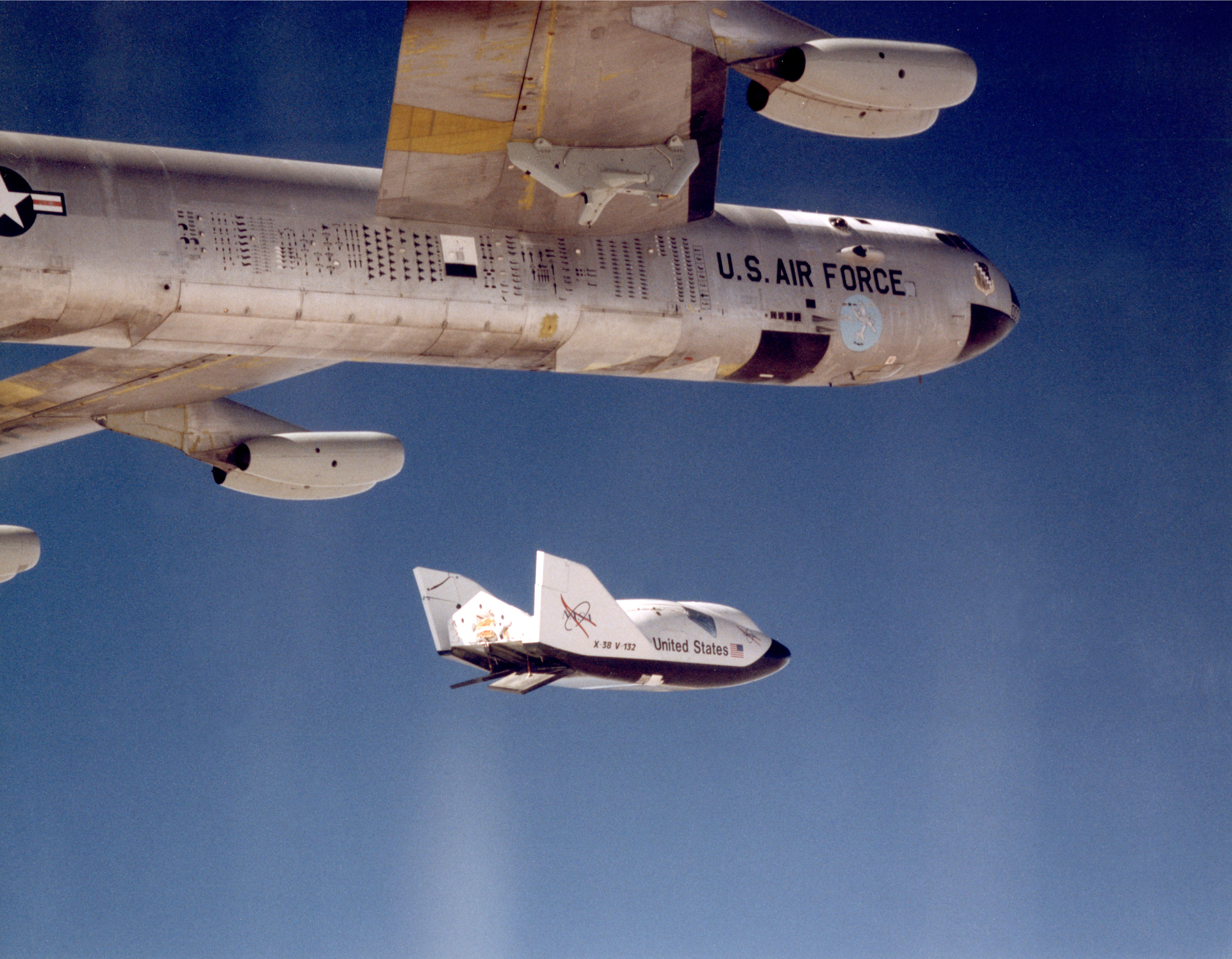
NASAのB-52母機のパイロンから切り離されるX-38 V-132

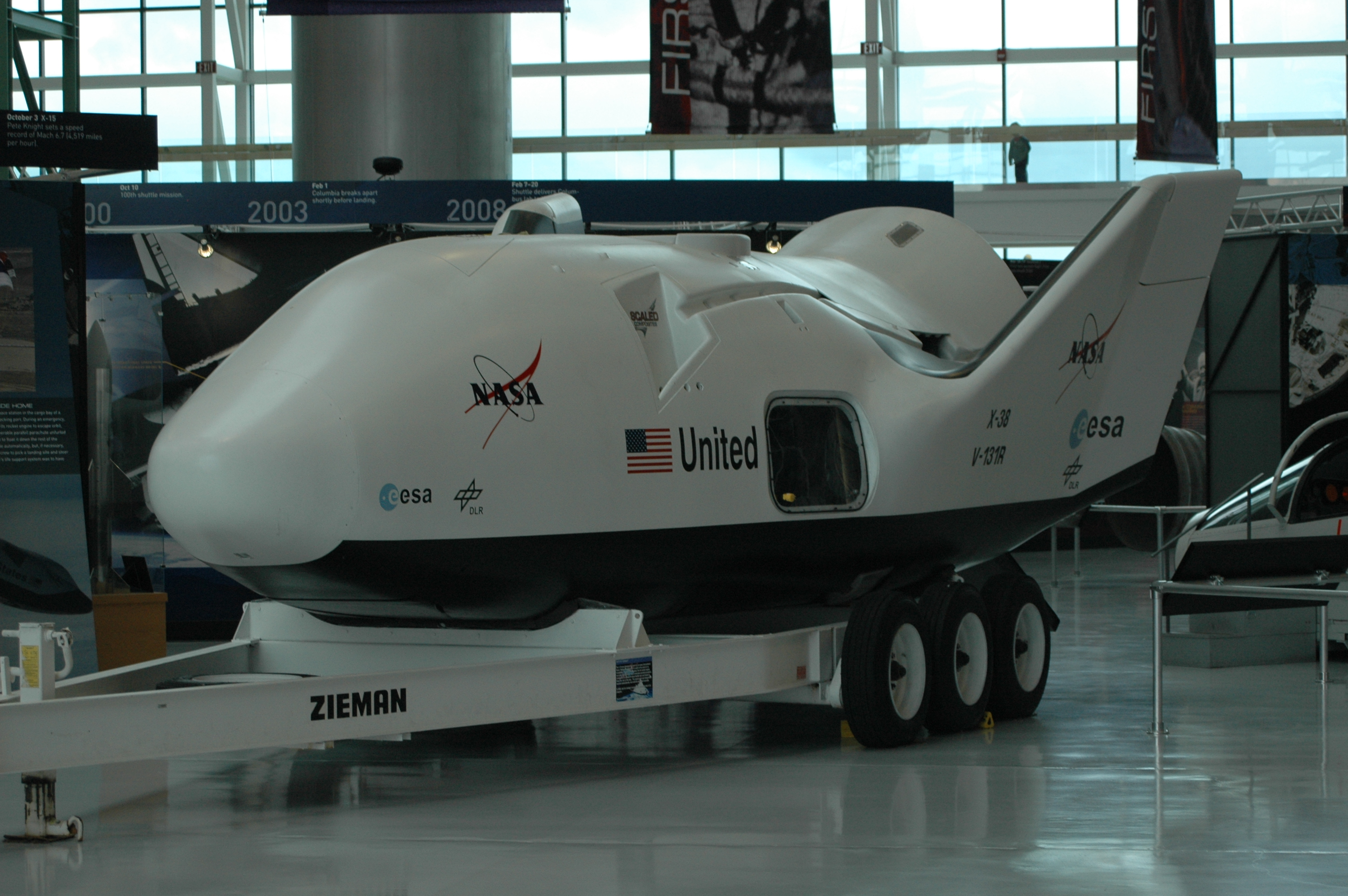
エバーグリーン航空博物館に展示されているV-131R

1990年代後半に入り国際宇宙ステーション(ISS)の建設が具体化するにつれ、NASAはその乗員の緊急脱出用機材の開発を検討するようになった。ソユーズ宇宙船の定員は3名であり、ISS乗員全員を乗せることは不可能であった。そのため、7名程度の人員を地球に緊急帰還させる宇宙船としてX-38の開発を行うこととなった。
開発は1996年から開始され、その製造はスケールド・コンポジッツが行なうこととなり、ジョンソン宇宙センターも開発に携わっている。このほか、欧州宇宙機関とドイツ航空宇宙センターも開発に協力した。当初の計画名称はX-35とされていた。
4機が実験機として製造する計画であり、初号機のV-131は80%スケールのモデルで、後期のV-133およびV-201がフルスケール・モデルであった。初号機は1998年3月12日に初飛行を行っている。NASAのNB-52Bから投下され、遷音速飛行を行った。初号機と2号機V-132で4回ずつの大気圏内滑空飛行試験を行ったが、2002年4月29日に予算問題により開発計画が中止された。軌道投下用実験機のV-201は80%まで完成しており、計画続行時はスペースシャトルに搭載して運ばれる予定であった。
なお、本計画の中止により宇宙ステーションからの脱出手段は既存のソユーズ宇宙船によって確保されることになり、滞在宇宙飛行士が6名ならばソユーズ2機を常時ドッキングすることとなった。

## 機体デザイン
基本形状はリフティングボディであり、機体下面は大気圏再突入用の耐熱パネルとなっている。水平尾翼は有さず、機体後部左右に双垂直尾翼を有する。機体サイズはスペースシャトルの貨物室に収まるものとなっていた。生命維持装置の稼働時間は、バッテリの容量の制約で約9時間であるが、地球帰還に要する時間は2～3時間とされていた。機体は乗員が負傷して動けなくなった場合も考え、完全に自動制御した設計であった。
地球帰還にあたっては、軌道離脱用エンジンの噴射の後、大気圏に再突入し、滑空しつつ高度を下げていく。機体の減速にあたっては、大型のパラフォイルを用いる。これは世界最大の大きさを有するもので面積は687平方メートルもあった。このほか、ドラグシュートも装備し、非常用の乗員脱出パラシュートを搭載する計画であった。着陸脚にはスキッドが採用されていた。

## 遺産と機体配置
X-38 V-132は現在、NASAからネブラスカ州アッシュランドの戦略的航空宇宙博物館に永久貸与されている。
2015年10月、90％完成したX-38 V-201は、テキサス州ヒューストンのジョンソン宇宙センターの220号館から移動され、建設用ロープに包まれ49号館の外にある。
2020年1月、X-38 V-131Rは、NASAからオレゴン州マクミンビルのエバーグリーン航空博物館に貸し出されている。